# Gare de Noyon
La gare de Noyon est une gare ferroviaire française de la ligne de Creil à Jeumont, située à 600 mètres du centre-ville de Noyon, dans le département de l'Oise, en région Hauts-de-France.
C'est une gare de la Société nationale des chemins de fer français (SNCF), desservie par des trains régionaux du réseau TER Hauts-de-France.

## Situation ferroviaire
La gare de Noyon est située au point kilométrique 106,968 de la ligne de Creil à Jeumont, entre les gares ouvertes d'Ourscamps et d'Appilly. Son altitude est de 47 m.

## Histoire

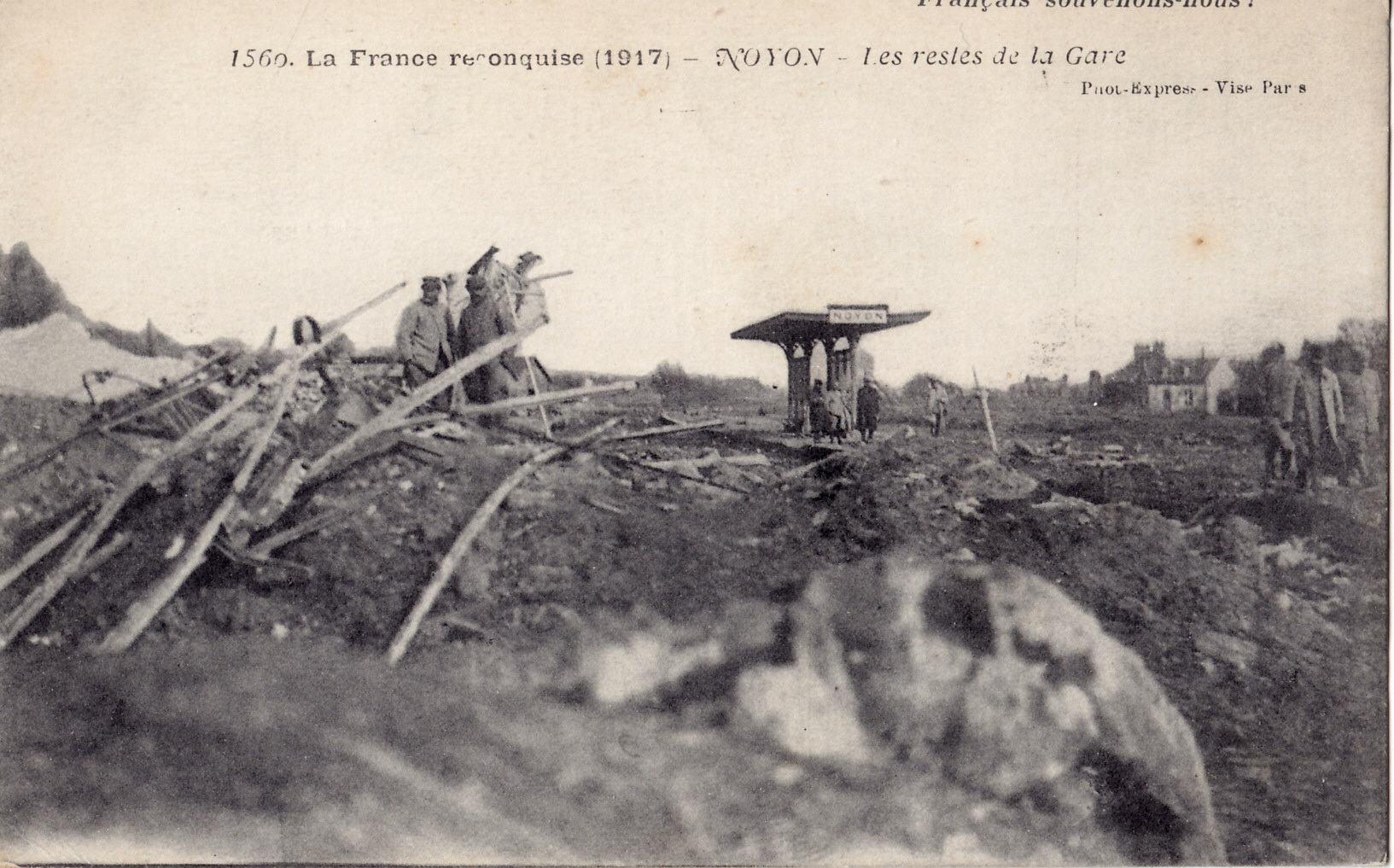
La gare de Noyon, détruite pendant la Première Guerre mondiale.

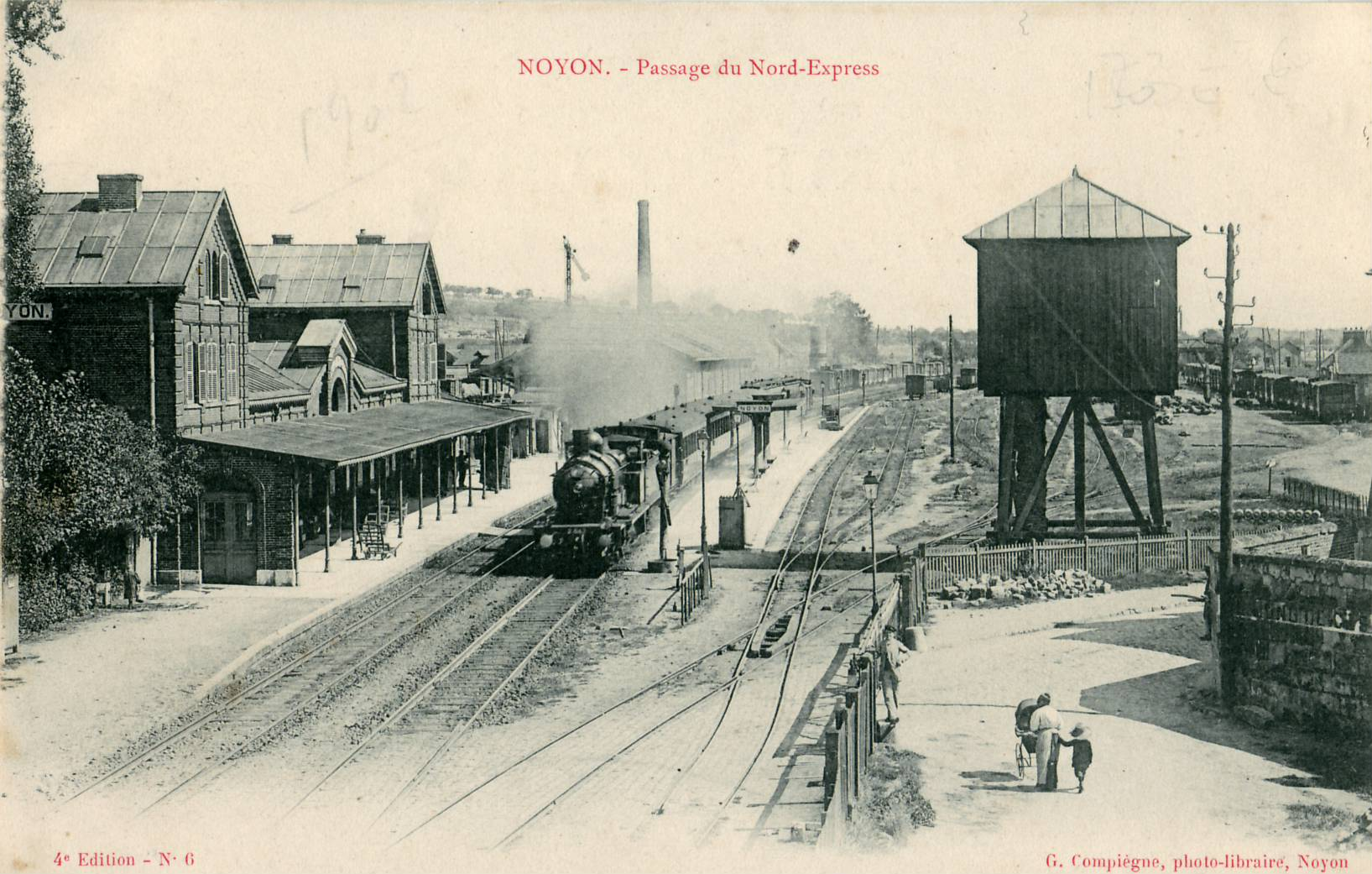
Passage du Nord-Express.

Le 30 janvier 1849, après quinze mois de travaux, une première locomotive remorquant un train de matériel entrait dans Noyon.
Une gare provisoire fut alors installée, pour permettre la mise en service de la section de ligne entre Compiègne et Noyon. Celle-ci fut inaugurée le 25 février 1849, par le prince-président Louis-Napoléon Bonaparte. Le train présidentiel entra dans la gare vers 11 heures, salué par des salves d’artillerie et accueilli par le préfet de l’Oise, l’évêque de Beauvais, et les personnalités civiles et religieuses de la ville.
Le lendemain, la section Creil – Noyon était ouverte à la circulation, puis, l'année suivante, la ligne atteignait Saint-Quentin, et, en 1854, la frontière belge.
Noyon était reliée, par des lignes à voie métrique des chemins de fer départementaux de l'Oise, à Montdidier, par Roye-sur-Matz, à Nesle, par Bussy et à Ham, également par Bussy.
Le bâtiment voyageurs, détruit durant la Première Guerre mondiale, fut reconstruit de 1927 à 1930 par l'architecte Urbain Cassan.
Un plan de Noyon et une carte des environs de Noyon établis lors de la construction de la gare vers 1930 figurent sur le mur de part et d'autre de l'entrée.
Selon les estimations de la SNCF, la fréquentation annuelle de cette gare s'élève à 582 020 voyageurs en 2014, 571 065 en 2015 et 561 790 en 2016.

## Service des voyageurs

### Accueil
Gare SNCF, elle dispose d'un bâtiment voyageurs avec guichet, ouvert tous les jours. Elle est équipée d'automates pour l'achat de titres de transport. Un souterrain permet le passage d'un quai à l'autre.

### Desserte
Noyon est desservie par des trains TER Hauts-de-France.

### Intermodalité
Un parking est aménagé à ses abords. Un service de taxi TER complète sa desserte. La gare est desservie par l'ensemble des lignes du réseau urbain Lib'bus. Elle est également desservie par les lignes 668, 670, 671, 672, 673, 674, 675, 676, 677, 678, 679, 680, 681, 6321, 6331, 6332 et 6333 du réseau interurbain de l'Oise.

## Service des marchandises
Noyon est ouverte au service du fret (desserte d'installations terminales embranchées, train massif en gare et wagons isolés pour certains clients).